# Liste der Monuments historiques in Verrières-le-Buisson
Die Liste der Monuments historiques in Verrières-le-Buisson führt die Monuments historiques in der französischen Gemeinde Verrières-le-Buisson auf.

## Liste der Bauwerke
| Bezeichnung                       | Beschreibung              | Standort                                  | Kennzeichnung | Schutzstatus | Datum | Bild           |
| --------------------------------- | ------------------------- | ----------------------------------------- | ------------- | ------------ | ----- | -------------- |
| Château de Vilmorin               | Schloss                   | 2, rue d’Estienne-d’Orves (Lage)          | PA00088029    | Inscrit      | 1965  | weitere Bilder |
| Kirche Notre-Dame de l’Assomption | Erbaut im 12. Jahrhundert | (Lage)                                    | PA00088030    | Inscrit      | 1972  | weitere Bilder |
| Gisements préhistoriques          |                           | Le Buisson de Verrières Le Terrier (Lage) | PA00088031    | Classé       | 1966  |                |

## Liste der Objekte
- Monuments historiques (Objekte) in Verrières-le-Buisson in der Base Palissy des französischen Kultusministeriums